# 배계
배계(裴啓, ?∼?)는 동진(東晉)의 문학가이다.
자가 영기(榮期)이며 하동[河東, 지금의 산서성(山西省) 영제현(永濟縣) 서쪽] 사람이다. 부친 배치(裴稚)는 풍성령(豊城令)을 지냈다. 일생 동안 벼슬하지 않았다. 젊어서부터 뛰어난 품격과 재기를 지녔으며 고금의 인물을 논하길 좋아하여 그러한 내용이 담긴 ≪어림≫을 지었다. 그 밖에 자세한 생애는 알려져 있지 않다.